# Ultimo amore (film 1935)
Ultimo amore (Letzte Liebe) è un film del 1935, diretto da Fritz Schulz.